# Островський Геннадій Ромович
Геннадій Ромович Островський (нар. 1960) — радянський і російський сценарист,  кінорежисер, кінопродюсер, саксофоніст.

## Біографія
Народився 9 березня 1960 року в Бердичеві Житомирської області Української РСР. У 1988 році закінчив естрадно-джазове відділення Ростовської державної консерваторії по класу саксофона (педагог Е. Гнєзділов), до 1992 року — сценарне відділення Вищих курсів сценаристів і режисерів (ВКСР) (майстерня Семена Лунгіна, Людмили Голубкіної). 
Дружина — кінорежисер і сценарист Аліса Хмельницька.
У березні 2014 року підписав лист «Ми з Вами!» КіноСоюзу в підтримку України.

## Фільмографія
1. 1990 — «Єврейське щастя» (середньомонтажний, СРСР), автор сценарію;
2. 1991 — «Етюди про кохання» (документальний, серіал, СРСР) співавтор сценарію з В. Манським, Н. Халецькою;
3. 1993 — «Російський регтайм» (Росія), автор сценарію;
4. 1994 — «Етюди про кохання». Частина 2 (документальний, Росія), автор сценарію;
5. 1995 — «Етюди про кохання». Частина 3 (документальний, Росія), автор сценарію;
6. 1998 — «Твір до Дня Перемоги» (Росія), співавтор сценарію з А. Зерновим;
7. 1998 — «Стрінгер» (Велика Британія/Польща), співавтор сценарію з П. Павліковським;
8. 2001 — «Черевики з Америки» (Німеччина/Росія/Україна), співавтор сценарію з А. Яхнісом, С. Василенком, Д. Сеїдовою;
9. 2001 — «Механічна сюїта» (Росія), автор сценарію;
10. 2002 — «На ім'я Барон» (Росія), 12-серійний художній фільм, автор літературної основи, співавтор сценарію з В. Агєєвим (в титрах під псевд. Рома Медвідь);
11. 2002 — «У русі» (Росія), автор сценарію, актор (роль офіціанта);
12. 2002 — «Коханець» (Росія), автор сценарію;
13. 2004 — «Мій зведений брат Франкенштейн» (Росія), автор сценарію;
14. 2005 — «Бідні родичі» (Росія/Франція), автор сценарію;
15. 2005 — «Солдатський декамерон» (Росія), автор сценарію;
16. 2005 — «Убивча сила» (Росія), телесеріал, 6-й сезон, фільм «Мис Доброї Надії», співавтор сценарію з А. Ківіновим і О. Дудінцевим;
17. 2007 — «Онук космонавта» (Росія), співпродюсер з Р. Дішдішяном, Б. Худойназаровим.
18. 2008 — «Тюльпан» (Росія, Казахстан, Німеччина, Швейцарія, Польща), співавтор сценарію з Сергієм Дворцевим[2]
19. 2011 — «Капітани» (телевізійний, СТС, Росія), режисер, автор сценарію, композитор.
20. 2013 — «Пельмені», режисер, автор сценарію.
21. 2018 — «Айка», співавтор сценарію з Сергієм Дворцевим;
22. 2021 — «Вовк» (телесеріал), автор сценарію, режисер;
23. 2022 — «Праведник» (Росія), автор сценарію;

## Нагороди
1. 1993 — Конкурс сценаріїв та синопсисів «Надія» (Перший приз за сценарій «М'який князь»);
2. 1994 — Премія мерії Москви (фільм «Російський регтайм»);
3. 1994 — Російсько-німецький конкурс сценаріїв (Премія ім. Ейзенштейна, за сценарій «Барон»);
4. 1997 — Конкурс сценаріїв «На мальовничих берегах Неви» (Перша премія за кращий сценарій, фільм «Солдатський декамерон»);
5. 2002 — Сан-Себастьянський кінофестиваль (Приз за кращий сценарій, фільм «Коханець»);
6. 2004 — Премія «Золотий Овен» (За кращий сценарій, фільм «Бідні родичі»);
7. 2005 — Кінотавр в Сочі (Приз за кращий сценарій, фільм «Бідні родичі»).